# Opper-Hessen (Keur-Hessen)
De provincie Opper-Hessen (Duits: Provinz Oberhessen) was een provincie van het keurvorstendom Hessen, die bestond van 1821 tot 1868, met uitzondering van 1848 tot 1851.
Onder keurvorst Willem II werd het keurvorstendom Hessen verdeeld in vier provincies. Zo ontstond op 30 augustus 1821 de provincie Opper-Hessen. 
Op 31 oktober 1848 werd de provincie ten gevolge van de maartrevolutie afgeschaft. Op 15 september 1851 werd deze beslissing door de regerende keurvorst Frederik Willem weer ongedaan gemaakt. In de Duitse Oorlog van 1866 werd het keurvorstendom door Pruisen bezet en later geannexeerd. Terwijl de landkreisen door de Pruisen overgenomen werden gold dit niet voor de provincies en de provincie Opper-Hessen ging op in het Regierungsbezirk Kassel. 
De provinciehoofdstad was Marburg en de provincie was in vier districten (kreise) verdeeld: Marburg, Frankenberg, Kirchhain en Ziegenhain